# Anne of Green Gables (1919)
Anne of Green Gables is een film uit 1919 onder regie van William Desmond Taylor. Het script werd geschreven door Frances Marion en het heeft Mary Miles Minter in haar bekendste filmrol. De film is gebaseerd op het gelijknamige boek van Lucy Maud Montgomery.

## Verhaal
Matthew en Marilla Cuthbert zijn een broer en zus die een bezoek brengen aan een weeshuis en het kind genaamd Anne Shirley adopteren. Ondanks haar schoonheid belandt Anne regelmatig in de problemen. Haar nieuwe moeder weet maar moeilijk hoe ze met het kind moet omgaan, maar desondanks scheppen ze een band op. Ze wordt echter constant in de gaten gehouden door Mrs. Pie en diens dochter Josie. Zij zijn grote roddeltantes die Anne een zekere reputatie bezorgen in de stad.
Nadat ze haar schooldiploma heeft gehaald, staat heel de toekomst voor Anne open. Ze wordt echter gedwongen een baan als lerares aan te nemen om dringend geld binnen te halen. Haar familie heeft namelijk al het geld verloren en haar moeder heeft binnenkort een operatie omdat ze haar zicht begint te verliezen. Tijdens een van de lessen is ze genoodzaakt Anthony, de zoon van Mrs. Pie, een lesje te leren als hij zich niet weet te gedragen.
Niet veel later valt Anthony van een hooikar en breekt hierbij zijn arm. Hij vertelt aan zijn moeder dat Anne de boosdoener is. Niet alleen wordt ze onterecht beschuldigd, maar ook hebben nu alle inwoners van het dorp een hekel aan haar. Een getuige brengt echter de waarheid naar boven, waardoor Annes geweten is gezuiverd. Ze is hierna weer vrij om te doen wat ze wil en ze trouwt met haar liefje Gilbert Blythe.

## Rolbezetting
| Acteur            | Personage        |
| ----------------- | ---------------- |
| Mary Miles Minter | Anne Shirley     |
| Paul Kelly        | Gilbert Blythe   |
| Marcia Harris     | Marilla Cuthbert |
| Frederick Burton  | Matthew Cuthbert |
| Albert Hackett    | Robert           |

## Achtergrond
Montgomery verkocht de rechten van de film aan de filmstudio Realart Pictures voor een bedrag van $40.000. Ze werkte verder niet mee aan de film en kreeg ook geen vermelding in de aftiteling. De hoofdrol was in eerste instantie weggelegd voor Mary Pickford, maar zij verliet de studio in 1918 en verwees naar Minter als haar vervanger. De opnames vonden tussen augustus en oktober 1919 plaats in Dedham Massachusetts.
De film diende als het hoogtepunt uit de carrière voor Minter. De film werd wereldwijd geprezen door critici en ook Minter beschouwde het als haar persoonlijke favoriet. Tegenwoordig bestaan er echter geen kopieën meer van de film. In 1922 kwam de regisseur van de film te overlijden. Minter had volgens de geruchten een affaire met hem. Het schandaal resulteerde erin dat Minters carrière was gedoemd en bijna al haar films werden vernietigd. Hieronder behoort ook Anne of Green Gables.